# Robin Nolan
Robin Nolan (* 1968 in Vietnam) ist ein britischer Jazzmusiker (Gitarre, Komposition).

## Leben und Wirken
Nolan ist ein Sohn von Musikern, die im Vietnamkrieg in der Truppenbetreuung der US Army tätig waren, und wurde in einem vietnamesischen Evakuierungskrankenhaus geboren. Er wuchs zunächst in Hongkong auf, wo ihm sein aus Liverpool stammender Vater ab dem Alter von sechs Jahren im Gitarrenspiel unterwies. Von ihm lernte er die Standards von Hank Williams und die Besonderheiten des traditionellen Jazz. Letztlich erhielt er einen Studienplatz an der Guildhall School of Music, bevor er sich mit einem Swingquartett in London etablierte. Eine Reise mit seinem Vater zum jährlichen Django Reinhardt Festival in Samois-Sur-Seine erschloss ihm endgültig den Gypsy Jazz.
Nolan operierte seit 1992 von Amsterdam aus. Er brachte Stücke wie Led Zeppelins „Rainsong“ oder Bob Dylans „Buckets of Rain“ in das Genre ein und interpretierte Klassiker des Gypsy Jazz auf völlig neue Weise, indem er z. B. „Sweet Georgia Brown“ in langsamem Tempo, mit einer Beschleunigung in der Mitte des Stücks, Dekonstruktion des Themas und bluesig angehauchten Chorus spielte. Auf seinem Album Sin City (2017) fusionierte er die Musik von AC/DC mit der Spielhaltung des Gypsy Jazz. Er tourte weltweit und trat mit David Grisman, John Jorgenson, Howard Alden, Stéphane Wrembel, Jelle van Tongeren, Benjamin Herman, Sandro Roy oder Bill Wymans Rhythm Kings auf. Mit seinem Trio, zu dem sein Bruder Kevin Nolan und der Bassist Arnoud van den Berg gehörten, wurde er auf renommierte Jazzfestivals eingeladen, etwa das Montreal Jazz Festival, das North Sea Jazz Festival oder das Barcelona Jazz Festival, wiederholt aber auch privat zu Veranstaltungen von George Harrison.
Nolans Kompositionen wurden auch von Jimmy Rosenberg aufgeführt. Sein Lehrbuch Gypsy Jazz Gitarre für Anfänger: Beherrsche die Grundlagen der Gypsy-Jazz-Gitarre für Rhythmus- und Solospiel erschien 2021 auch in deutscher Sprache.